# Max de Pourtealés
Max de Pourtealés – francuski kierowca wyścigowy.

## Kariera
W swojej karierze wyścigowej de Pourtealés poświęcił się startom w wyścigach samochodów sportowych. W 1923 roku Francuz odniósł zwycięstwo w klasie 1.5 24-godzinnego wyścigu Le Mans, a w klasyfikacji generalnej uplasował się na dziesiątej pozycji.